# Impatiens mildbraedii
Impatiens mildbraedii är en balsaminväxtart. Impatiens mildbraedii ingår i släktet balsaminer, och familjen balsaminväxter.

## Underarter
Arten delas in i följande underarter:
- I. m. mildbraedii
- I. m. telekii